# 阿里尼奥
阿里尼奥，是西班牙阿拉贡自治区特鲁埃尔省的一个市镇。总面积82平方公里，总人口853人（2001年），人口密度10人/平方公里。